# Maëva Moëlo
Maëva Moëlo est une tireuse sportive française, spécialiste des armes longues anciennes, membre de la Société de Tir de Nitting (Moselle).

## Biographie
Maëva est membre de l'équipe de France de tir aux Armes Anciennes. Elle est la compagne de Mathieu Ducellier avec lequel elle participe à de nombreuses compétitions nationales et internationales.

## Records
Maëva détient :
- le record du monde dans la discipline "Grand Prix de Versailles" (équipe constituée de Jean–Luc Miquerol, Mathieu Ducellier, Laurent Guioullier et Maëva Moëlo) établi à Eisenstadt en Autriche en 2018 avec 544 points[1]
- le record de France junior dans la discipline "Whitworth Réplique" établi à Bordeaux en 2009 avec 96 points[2].

## Principales performances
- 2012-2013 :
  - Championnat de France 10 mètres à Châteauroux [3] :
    - 13ème place Carabine 10 Mètres avec 390 points
- 2015-2016 :
  - Championnat de France Armes anciennes à Bordeaux [3]
    - 2ème place à l'épreuve "Walkyrie Réplique" avec 95 points
    - 3ème place à l'épreuve "Vetterli Réplique" avec 97 points

  - Championnat du monde Armes Anciennes à Sarlóspuszta en Hongrie [4]:
    - 3ème place par équipe à l'épreuve "Grand Prix de Versailles" ( Laurent Guioullier, Alain Menage et Mathieu Ducellier, Maëva Moëlo et Franck Rusticceli)
- 2016-2017 :
  - Championnat de France armes anciennes à Vitroles [3]:
    - 1ème place à l'épreuve "Walkyrie Réplique" avec 95 points
    - 2ème place à l'épreuve "Minié Réplique" avec 92 points
    - 4ème place à l'épreuve "Whitworth Réplique" avec 95 points
- 2017-2018 : 
  - Championnat du monde Armes Anciennes à Eisenstadt [5]:
    - 7ème place à l'épreuve "Minié origine" avec un score de 94 points
    - 8ème place à l'épreuve "Minié origine" avec un score de 91 points
    - 1ère place par équipe à l'épreuve "Grand Prix de Versailles" (Record du monde) avec un score de 544 points[6].
    - 2ème place par équipe à l'épreuve "Amazone" (Virginie Decomble, Maëva Moëlo et Sylvie Collot) avec un score de 280 points
    - 2ème place par équipe à l'épreuve "Pauly" (Mathieu DUCELLIER, Laurent Guioullier et Maëva Moëlo) avec  un score de 271 points
- 2020-2021 : 1st MLAIC EUROPEAN CHAMPIONSHIP POSTAL MATCH 2021 [7]:
  - 1ère place par équipe à l'épreuve "Rigby" (Véronique Tissier, Maëva Moëlo et Mathieu Ducellier) avec un score de 289 points.
  - 3ème place par équipe à l'épreuve "Pforzheim" (Véronique Tissier, Maëva Moëlo et Mathieu Ducellier)
- 2021-2022 : 
  - Championnat de France de tir à 10 mètres à Besançon : 4ème place par équipe à la carabine (Maëva Moëlo, Claire Mombert et Florence Collot)[8]
  - Championnat du Monde de tir aux armes anciennes à Pforzheim[9],[10]: 
    - 4ème place dans la discipline "Walkyrie réplique".
    - 2ème place par équipe en "Pensylvania" par équipe : Mathieu Ducellier, Maëva Moëlo et Fabrice Dedryver
    - 2ème place par équipe en "Walkyrie" par équipe : Virginie Decomble, Maëva Moëlo et Véronique Tissier
    - 3ème place par équipe à la discipline "Vetterli réplique" : Maéva Moélo, Mathieu Ducellier et Virginie Decomble
- 2022-2023[11] : 
  - 2 e place individuelle à l'épreuve Pennsylvania réplique et 2e place par équipe à l'épreuve Kossuth (3xPennsylvania) avec Noël Risch et Mathieu Ducellier.
  - 2 e individuelle place à l'épreuve Vetterli réplique et 2e place par équipe à l'épreuve Pforzheim (3xVetterli) avec Véronique Tissier et Mathieu Ducellier.
  - 5 e individuelle place à l'épreuve Walkyrie réplique et 1e place par équipe à l'épreuve Amazones (3xWalkyrie) avec Véronique Tissier et Anaïs Terpoorter.
  - 12 e place individuelle à l'épreuve Minié original et 2e place par équipe à l'épreuve Pauly (3xMinié) avec Laurent Guioullier et Mathieu Ducellier.
  - 1re place par équipe à l'épreuve Grand Prix de Versailles avec Mathieu Ducellier, Laurent Guiouiller, Jean-Luc Miquerol et Martial Marton.